# Stanisław Rok
Stanisław Rok (ur. 11 kwietnia 1935 w Zawierciu) – polski hutnik i polityk, poseł na Sejm PRL IX kadencji.

## Życiorys
W 1955 ukończył I Liceum Ogólnokształcące im. Stefana Żeromskiego w Zawierciu. Od 1959 do 1960 był telemonterem sieciowym w Rejonowym Urzędzie Telekomunikacyjnym w Sosnowcu. Od 1961 pracował w Hucie Zawiercie (jako ślusarz, a potem brygadzista automatyk). Należał do Związku Harcerstwa Polskiego, Związku Młodzieży Polskiej i od 1961 do Polskiej Zjednoczonej Partii Robotniczej (gdzie pełnił różne funkcje na niskich szczeblach, a także od 1984 zasiadał w Komitecie Wojewódzkim w Katowicach). W latach 1985–1989 pełnił mandat posła na Sejm PRL IX kadencji w okręgu Dąbrowa Górnicza, zasiadając w Komisji Współpracy Gospodarczej z Zagranicą.

## Odznaczenia
- Odznaka „Przodownik Pracy Socjalistycznej” (1975)
- Srebrny Krzyż Zasługi (1975)
- Złoty Krzyż Zasługi (1984)
- Medal 40-lecia Polski Ludowej (1985)
- Złota Odznaka „Zasłużony dla rozwoju województwa katowickiego” (1985)